# Conseil du Front de salut national
Pour les articles homonymes, voir Front de salut national.
Le Conseil du Front de salut national est l'organe dirigeant de la Roumanie après la chute de Nicolae Ceaușescu en 1989. Émanation du Front de salut national, qui est alors une organisation politique ayant œuvré à la chute du régime communiste, il est composé par 145 membres, faisant aussi office de parlement, et est dirigé par Ion Iliescu.
En 1990, après la transformation du FSN en parti politique, le CFSN prend le nom de Conseil provisoire d'unité nationale.

## Historique

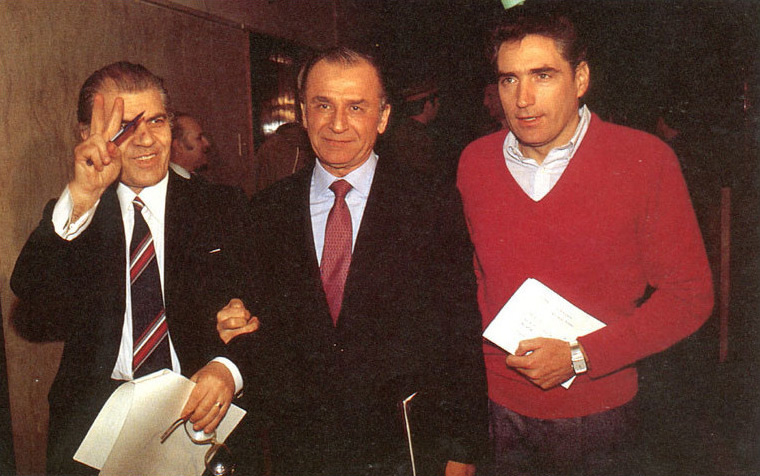
Ion Iliescu avec Dumitru Mazilu et Petre Roman, le 23 décembre 1989.

Pendant la révolution roumaine de 1989, un Conseil du Front de salut national prend la direction du pays et le contrôle de la structure, des ressources et des biens du Parti communiste roumain (dissout), de la Securitate (la police politique) et des médias (dont la télévision). Le 22 décembre 1989, le front annonce sa fondation sur les ondes, tandis qu'une vidéo tournée ce même jour révèle les propos du général Nicolae Militaru : «…mais le Front fonctionne depuis six mois ! » ce qui signifie que l'aile « réformiste » (d'orientation gorbatchévienne) de la nomenklatura, qui voulait en finir avec la gouvernance Ceaușescu, s'était structurée en juin 1989, mais en restant clandestine. À l'échelle des municipalités et des provinces, des Conseils du Front de salut national sont aussi mis en place.
Le FSN, dont émane le CFSN, est une organisation politique mais pas un parti. Il a pour dirigeants deux anciens communistes : Ion Iliescu, qui devient président, et Petre Roman, qui devient son Premier ministre. Durant environ une semaine à partir du 22 décembre 1989, il n'est, pour eux, pas encore question de laisser se créer d'autres partis politiques, ni de sortir de l'alliance avec l'Union soviétique, mais seulement d'adapter la perestroïka et la glasnost à la Roumanie, pour adoucir la dictature du PCR, en adoptant un « socialisme scientifique et humain » inspiré par les thèses d'Evseï Liberman.
La composition initiale du CFSN est de 40 membres. Le 27 décembre, leur nombre passe à 145.
Fin décembre, après la chute du régime Ceausescu, la situation géopolitique a évolué, et le front, qui n'envisage alors pas de se présenter aux élections, promet de se dissoudre après avoir organisé début 1990 des élections libres et multipartites, les premières dans l'histoire de la Roumanie depuis 1937. Il renonce dans la foulée au socialisme scientifique et humain.
En 1990, le Conseil du Front de salut national, qui est donc un gouvernement provisoire, prend le nom de Conseil provisoire d'unité nationale, et le FSN se transforme pour sa part en parti politique. Celui-ci change plusieurs fois de nom, jusqu'à celui de Parti démocrate-libéral adopté en 2008, avant de fusionner en 2014 au sein du Parti national libéral. Le Parti social-démocrate (PSD) et le Parti Mouvement populaire (PMP) sont actuellement les deux partis en activité issus d'une scission du FSN.

## Structures

### Membres
Le 23 décembre, 40 membres sont annoncés. Ces membres sont Doina Cornea, Ana Blandiana, Mircea Dinescu, László Tőkés, Dumitru Mazilu, Dan Deșliu, Ștefan Gușă, Victor Atanasie Stănculescu, Aurel Dragoș Munteanu, Corneliu Mănescu, Alexandru Bârlădeanu, Silviu Brucan, Petre Roman, Ion Caramitru, Sergiu Nicolaescu, Mihai Montanu, Mihai Ispas, Gelu Voican Voiculescu, Dan Marțian, Mihail Lupoi, Gheorghe Voinea, Emil Dumitrescu, Vasile Neacșa, Cristina Ciontu, Marian Baciu, Bogdan Teodoriu, Eugenia Iorga, Paul Negrițiu, Gheorghe Manole, Vladimir Ionescu, Neculae Radu, Adrian Sîrbu, Constantin Cîrjan, Géza Domokos, Magdalena Ionescu, Marian Mierlă, Constantin Ivanovici, Ovidiu Vlad, Valeriu Bucurescu et Ion Iliescu.
Il est composé par la suite de 145 membres, agissant comme un parlement.
Fin janvier 1990, Doina Cornea, Dumitru Mazilu, Ana Blandiana et Silviu Brucan ont démissionné du CFSN.

### Bureau exécutif
Il est composé de 11 membres :
- président : Ion Iliescu ;
- premier vice-président : Dumitru Mazilu ;
- vice-présidents : Cazimir Ionescu et Károly Király ;
- secrétaire : Dan Marțian ;
- autres membres : Bogdan Teodoriu, Vasile Neacșa, Silviu Brucan, Gheorghe Manole, Ion Caramitru et Neculae Radu.

### Cabinet
Un cabinet, agissant comme un gouvernement, a également été mis en place avant le 26 décembre 1989 et la mise en place du gouvernement Roman I.
Sa composition est la suivante :
- commissaire à la Reconstruction et à la Gestion économique : Bogdan Teodoriu ;
- commissaire à l'Agriculture : Nicolae Ștefan ;
- commissaire aux Affaires constitutionnelles et juridiques : Dumitru Mazilu ;
- commissaires à la Jeunesse : Vasile Neacsa et Romeo Raicu ;
- commissaire aux Affaires étrangères : Silviu Brucan ;
- commissaire à la Science et l'Éducation : Gheorghe Manole ;
- commissaire à la Culture : Ion Caramitru ;
- commissaire à l'Environnement : Cazimir Ionescu ;
- commissaire aux Minorités nationales : Karoly Kiraly ;
- commissaire au Gouvernement local : Neculae Radu ;
- commissaire à l'Organisation : Mihai Montanu.

### Ouvrages
- Michel Castex, Un mensonge gros comme le siècle : Roumanie, histoire d'une manipulation, Albin Michel, 1990, 190 p. (ISBN 978-2-226-04807-3).
- Victor Loupan (ru), La Révolution n'a pas eu lieu : histoire d'un coup d'État, Robert Laffont,‎ 1990, 223 p. (ISBN 978-2-221-05855-8).
- Radu Portocală, Autopsie du coup d'État roumain : au pays du mensonge triomphant, Paris, Calmann-Levy, 1990, 194 p. (ISBN 978-2-7021-1935-8)
- Catherine Durandin, Histoire des Roumains, Fayard, 1995, 573 p. (ISBN 978-2-213-59425-5).
- (ro) Domnița Ștefănescu, Cinci ani din Istoria României, Bucarest, Editura Mașina de Scris, 1995, 511 p. (ISBN 978-973-97126-2-0).
- Jean-Marie Le Breton, La fin de Ceausescu, histoire d'une révolution, Paris, l'Harmattan, 1996, 190 p. (ISBN 978-2-7384-4394-6, lire en ligne)  — J.-M. Le Breton était ambassadeur à Bucarest pendant et après la Révolution

### Articles
- (ro) Marian Oprea, « Au trecut 15 ani – Conspirația Securității (Quinze ans après, la conspiration de la Securitate) », Lumea Magazin, no 10,‎ 2004.

- Cet article est partiellement ou en totalité issu de l'article intitulé « Front de salut national (Roumanie) » (voir la liste des auteurs).